# Michael Hagemeister
Michael Hagemeister (Ellwangen, Baden-Württemberg, Alemania; 9 de enero de 1951) es un historiador y eslavista alemán, considerado una autoridad en el estudio del libelo conocido como Los Protocolos de los Sabios de Sion y sobre su autor Sergei Nilus.
Docente en numerosas universidades alemanas, Hagemeister también se desempeñó como investigador en el Departamento de Historia de la Universidad de Basilea. Si tesis doctoral consistió en un estudio sobre el filósofo ruso Nikolai Fyodorov (1829–1903). En su investigación actual, se concentra en los orígenes y la historia temprana de Los Protocolos y en la vida y obra del escritor religioso y apocalíptico ruso Sergei Nilus (1862-1929).[cita requerida]